# Croix (Nord)
Croix település Franciaországban, Nord megyében. Lakosainak száma 20 956 fő (2022. január 1.). Croix Tourcoing, Wasquehal, Villeneuve-d’Ascq, Hem és Roubaix községekkel határos.

## Népesség
A település népességének változása:
| Lakosok száma | 21 114 | 21 239 | 21 567 | 21 041 | 21 087 | 20 881 | 20 574 | 20 778 | 20 956 |
|               | 2013   | 2015   | 2016   | 2017   | 2018   | 2019   | 2020   | 2021   | 2022   |